# Consejo Internacional de Críquet
El International Cricket Council (ICC) —Consejo Internacional de Críquet— es el organismo deportivo que regula la práctica internacional del críquet. Su sede está en Dubái, en los Emiratos Árabes Unidos.
Desde 1975, el ICC es el encargado de organizar la Copa Mundial de Críquet cada cuatro años.
Fue fundada como la Imperial Cricket Conference, en 1909, por representantes de Inglaterra, Australia y Sudáfrica, y en 1965 fue renombrada como la International Cricket Conference. En 1989 adoptaron el nombre actual.

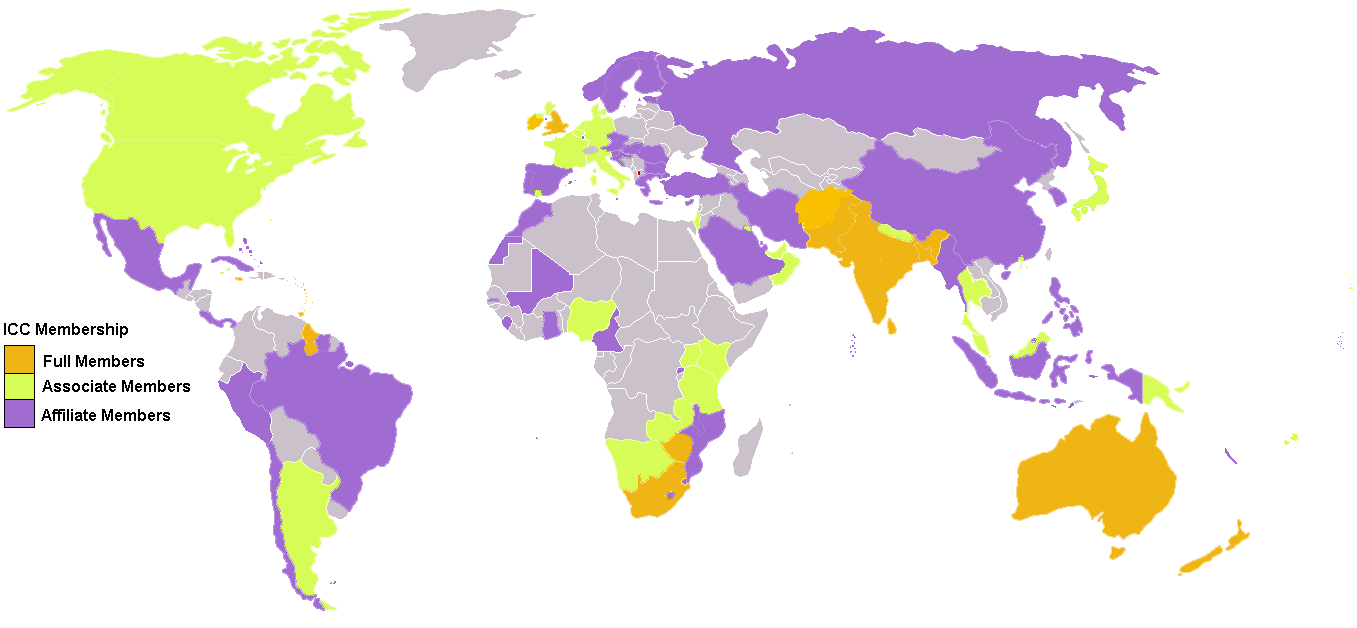
Países pertenecientes al ICC.

 La ICC tiene 108 miembros: 12 miembros de pleno derecho, los cuales pueden jugar partidos de test cricket (la modalidad más alta de la competición, además de 35 miembros asociados y 60 miembros afiliados.
El ICC no controla la organización entre asociaciones miembros, tampoco gobierna las ligas domésticas, ni hace las reglas del juego, que continúan bajo el control del Marylebone Cricket Club.

## Academia Mundial de Críquet
La ICC Global Cricket Academy (GCA) está ubicada en Dubai Sports City en los Emiratos Árabes Unidos.  Las instalaciones de la GCA incluyen dos óvalos, cada uno con 10 campos de césped, césped al aire libre e instalaciones de práctica sintética, instalaciones de práctica bajo techo que incluyen tecnología Hawk Eye y un gimnasio específico para cricket.  Rod Marsh ha sido nombrado Director de Entrenamiento de la academia.  La inauguración, inicialmente prevista para 2008, tuvo lugar en 2010.